# Búdkovianske rybníky
Búdkovianske rybníky jsou chráněný areál v katastrálních územích obcí Holíč a Radimov v okrese Skalica v Trnavském kraji na Slovensku. Území bylo vyhlášeno v roce 1994 a jeho rozloha je 14,07 hektaru. Předmětem ochrany je skupina malých rybníků s přirozenou vodní a mokřadní vegetací a výskytem vzácných živočichů vázaných na vodní prostředí.